# Chlorosea proutaria
Chlorosea proutaria là một loài bướm đêm trong họ Geometridae.